# 智首
智首（ちしゅ、拼音: zhì shǒu、566年 - 635年）は、中国唐代の律宗の僧侶である。姓は皇甫。幼少期、雲門寺で僧となり、22歳で具足戒を受ける。弟子に道宣などがいる。